# Palazzo dei vescovi di Mantova

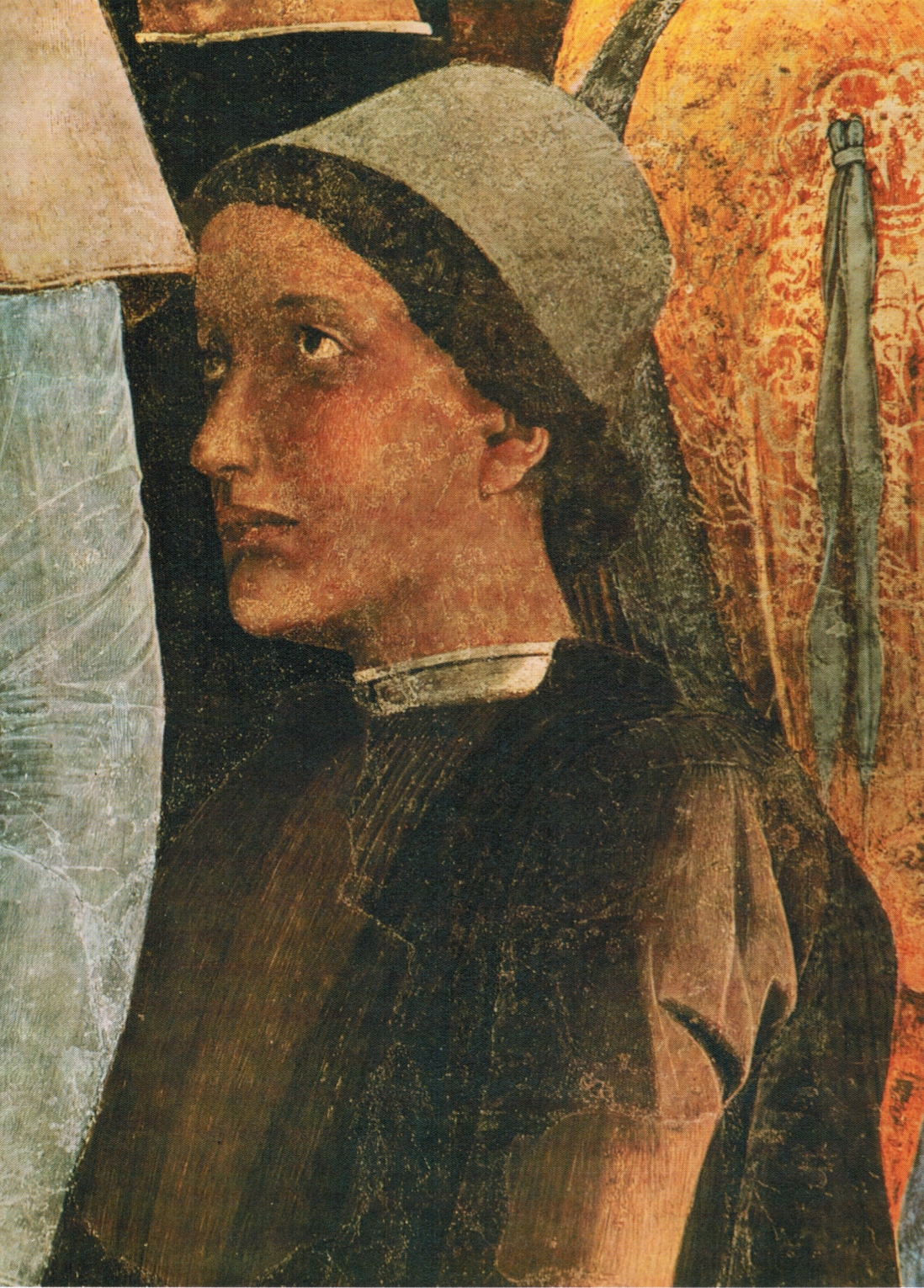
Andrea Mantegna, Ludovico Gonzaga, dettaglio della Camera degli Sposi

Il palazzo dei vescovi di Mantova è uno storico edificio di Quingentole, in provincia di Mantova.

## Storia e descrizione
Costruito nel XV secolo forse come edificio castellato, era di proprietà della mensa vescovile. Venne ampliato e trasformato in villa dal vescovo Ludovico Gonzaga, che qui risiedette dal 1490 al 1499, probabilmente sotto la supervisione dell'architetto Ermes Flavio de Bonis. Ad affrescare gli ambienti venne chiamato il pittore mantovano Gianluigi de Medici.
Nel Cinquecento la villa ospita il cardinale Ercole Gonzaga, che realizza il giardino.
A metà Ottocento l'edificio viene acquistato dal comune di Quingentole, che lo destina ad uso uffici e teatro pubblico.
Ha un impianto rettangolare disposto su due piani con al centro un cortile porticato, simile ad un altro edificio legato al vescovo Ludovico, il Palazzo Gonzaga-Acerbi di Castel Goffredo. Al piano terra venne forse collocato lo studio del prelato, destinato ad accogliere parte della sua collezione d'arte.